# Calliblepharis jubata
Espèce
Synonymes
- Calliblepharis lanceolata Batters, 1902[2]
- Fucus ciliatus var. jubatus (Goodenoug & Woodward) Turner, 1802[2]
- Fucus jubatus Goodenough & Woodward, 1797[2]
- Fucus lanceolatus Withering, 1796[2]
- Rhodymenia jubata (Goodenough & Woodward) Greville, 1830[2]

Calliblepharis jubata est une espèce d’algues rouges de la famille des Cystocloniaceae.